# Thayer County
Thayer County is een county in de Amerikaanse staat Nebraska.
De county heeft een landoppervlakte van 1.488 km² en telt 6.055 inwoners (volkstelling 2000). De hoofdplaats is Hebron.

## Bevolkingsontwikkeling

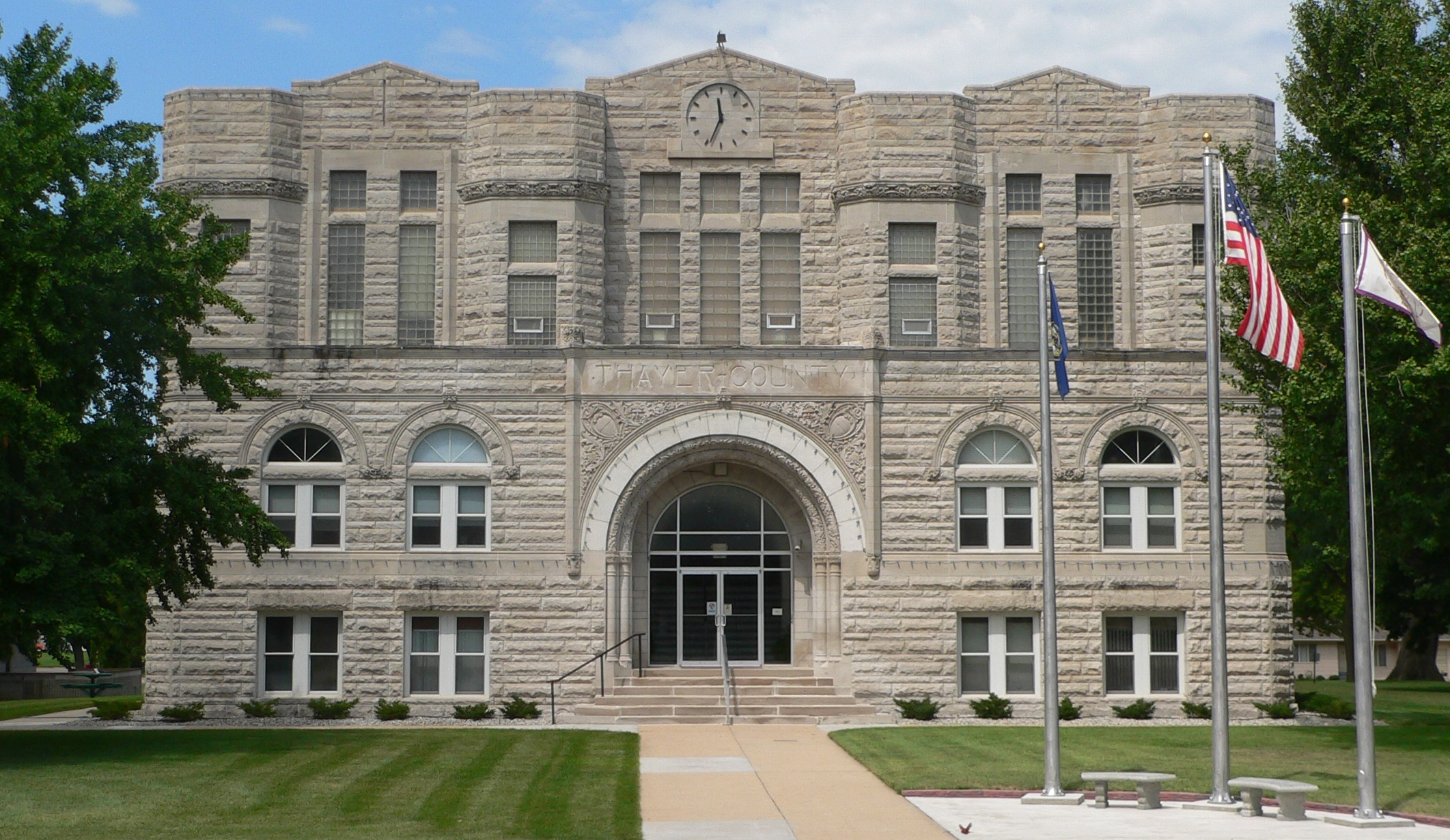
Thayer County Courthouse